# 靜坐 (冥想)
靜坐為中國的冥想法，最早源起於佛教的禪坐與道家的坐忘，後來被宋明理學家所吸納，形成儒家自我修養的方式。廣義的靜坐，包含了佛教、道教與儒教的冥想法；狹義的靜坐，則專指儒家。
- 莊宏誼：〈道教靈修築基：靜坐原理與方法 （页面存档备份，存于）〉。